# Epiplema barbara
Epiplema barbara är en fjärilsart som beskrevs av W. Warren 1899. Epiplema barbara ingår i släktet Epiplema och familjen Uraniidae. Inga underarter finns listade i Catalogue of Life.